# Dinez
Dinez est un petit village de la ville belge de Houffalize située en province de Luxembourg dans la Région wallonne.
Il faisait partie de la commune de Mont avant la fusion des communes de 1977.

## Histoire
En 1795, Dinez fusionne avec Mont.

## Économie
Transports en commun: Jusqu'au 31 août 2021 la localité était notamment desservie par le bus 1011 (Liège - Bastogne - Arlon - Athus). Depuis le 1er septembre 2021, c'est le bus E 69 (Liège - Bastogne - Arlon) qui propose l'arrêt le plus proche (Aux Cheras - 2 km).

## Patrimoine
- L'église

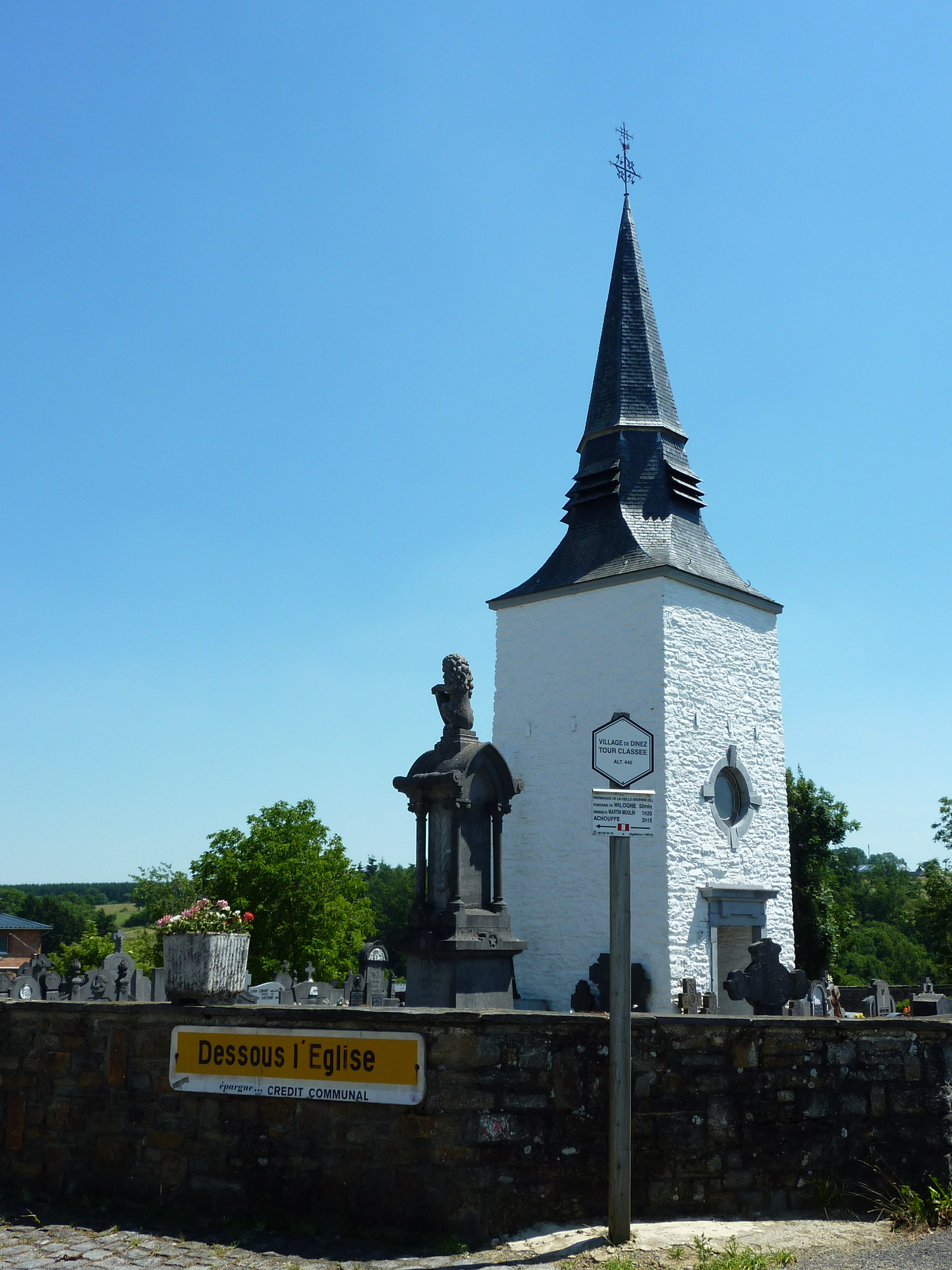
La tour de Dinez.

- La tour de Dinez, classée, dressée au milieu du cimetière, « Dessous l'Église »

## Folklore
La kermesse du village a lieu chaque année lors du dernier week-end du mois de mai.
Il y a encore quelques années[Quand ?] un concours de miss y était organisé lors du week-end de la kermesse.
Ce concours se nommait Miss Chouffe et était sponsorisé par la brasserie d'Achouffe qui produit la célèbre bière la Chouffe.